# Spinicalliotropis
Spinicalliotropis là một monospecific genus of ốc biểns, là động vật thân mềm chân bụng sống ở biển trong họ Calliotropidae,

## Các loài
Các loài trong chi Spinicalliotropis gồm có:
- Spinicalliotropis spinosa (Poppe, Tagaro & Dekker, 2006)